# Aysel Umudova
 Aysel Shamsaddin gizi Umudova (Azerbaiyán, 1 de agosto de 1992) es una periodista y presa política azerbaiyana, reportera de Meydan TV.Fue arrestada el 6 de diciembre de 2024 en el marco de una causa penal abierta contra periodistas de Meydan TV.Aysel Umudova y otros seis periodistas involucrados en el caso fueron acusados en virtud del artículo 206.3.2 del Código Penal de Azerbaiyán (contrabando de personas por acuerdo previo).Actualmente se encuentra detenida en el Centro de Detención Preventiva de Bakú, dependiente del Servicio Penitenciario del Ministerio de Justicia. 

## Biografía
Aysel Umudova comenzó sus estudios superiores de sociología, pero los interrumpió debido a su arresto. 
En 2014, comenzó a trabajar como reportera para Meydan TV.Desde joven, mostró un gran interés por la justicia social y decidió usar sus conocimientos para contribuir a la sociedad a través del periodismo.Trabajando con Meydan TV (una plataforma de medios independiente con sede en Berlín), Umudova informó sobre varios temas sensibles, incluyendo corrupción gubernamental y problemas de la sociedad civil. A menudo cubría protestas públicas y manifestaciones de derechos humanos. El 8 de marzo de 2021, durante una marcha del Día Internacional de la Mujer en Bakú, Umudova participó y cubrió la protesta por los derechos de las mujeres que fue dispersada violentamente por la policía. Después de la manifestación, reveló públicamente que la policía había intentado intimidar a los participantes visitando sus casas (incluso llegando a una dirección que creían que era la suya).  También informó sobre manifestaciones de la oposición. En noviembre de 2022, mientras cubría protestas de la oposición en Bakú, fue agredida por agentes de policía, sufriendo una lesión en la pierna a pesar de llevar un chaleco de prensa. El 5 de noviembre de 2022, mientras cubría otra protesta, Umudova y varios otros periodistas fueron expulsados a la fuerza del área por la policía utilizando fuerza excesiva; como resultado, su equipo fue destruido. Además de su labor periodística sobre el terreno, Umudova se convirtió en blanco de acoso en línea y campañas de desprestigio. A principios de 2023, un grupo progubernamental en redes sociales llamado "Tenqidci" ("Crítico") filtró contenido privado y atacó a varias activistas. Umudova y otro reportero de Meydan TV, Aytaj Tapdig, se encontraban entre los señalados. 

## Arresto y detención
El 6 de diciembre de 2024, en medio de una represión más amplia contra los medios de comunicación independientes, Aysel Umudova fue arrestada por la policía de Bakú junto con otros cinco periodistas de Meydan TV como parte de lo que se conoció como el "caso Meydan TV". Fue acusada en virtud del artículo 206.3.2 del Código Penal de Azerbaiyán: "contrabando por acuerdo previo por parte de un grupo de personas", específicamente acusada de conspirar para contrabandear moneda extranjera.  Los observadores notaron la ironía de este cargo, ya que Umudova había estado durante mucho tiempo bajo una prohibición de viajar que imposibilitaba cualquier actividad de contrabando. Según su abogado, estuvo detenida durante la noche e interrogada sin la presencia de un asesor legal, lo que generó inquietudes sobre violaciones del debido proceso. El 8 de diciembre, se revisó la moción de la autoridad investigadora para la imposición de una medida de prisión preventiva contra Aysel Umudova. Las mociones relativas a la detención de cada individuo fueron examinadas por separado por el Tribunal de Distrito de Khatai, presidido por la jueza Sulhane Hajiyeva. El tribunal concedió las mociones y se emitió una orden de prisión preventiva por un período de cuatro meses contra todos los detenidos, incluida Aysel Umudova. Umudova ha negado todos los cargos, afirmando que su arresto es una represalia por su trabajo periodístico. "Declaró que su arresto estaba directamente relacionado con sus actividades periodísticas", informó su abogado después de una audiencia judicial. Los seis periodistas encarcelados mantuvieron su inocencia y consideraron que el caso tenía motivaciones políticas, una postura compartida por los defensores de los derechos humanos locales que inmediatamente los reconocieron como prisioneros políticos de facto. Mientras estaba bajo custodia en el Centro de Detención Preventiva de Bakú, la salud de Umudova se deterioró. Los informes de diciembre de 2024 indicaron que sufría frecuentes ataques de pánico y enfermedades relacionadas con el estrés; se llamó a una ambulancia dos veces debido a picos en su presión arterial y vómitos.A pesar de ello, las autoridades rechazaron las solicitudes para sustituir su encarcelamiento por arresto domiciliario. En enero y marzo de 2025, el tribunal rechazó las apelaciones para la liberación de Umudova bajo arresto domiciliario, dejándola en prisión preventiva. Para entonces, la represión se había extendido e incluía a otras periodistas (como Fatima Movlamli y Nurlan Libre) en el mismo caso.

### Atención internacional
La detención de los periodistas de Meydan TV ha suscitado fuertes críticas. Organizaciones internacionales influyentes han exigido a las autoridades azerbaiyanas su liberación. Líderes de los partidos de la oposición en Azerbaiyán, como el Partido Frente Popular Azerbaiyano (APFP), el Partido Musavat, el Partido Alternativa Republicana (REAL) y el Consejo Nacional de Fuerzas Democráticas, emitieron comunicados condenando la detención de los periodistas de Meydan TV.  La organización internacional de derechos humanos Amnistía Internacional condenó las detenciones. "Condenamos las recientes detenciones y pedimos a las autoridades azerbaiyanas que liberen de inmediato a los periodistas y trabajadores de los medios de comunicación. Temíamos una represión tras la COP29, y ahora instamos a los Estados participantes de la conferencia de la ONU a responder a la persecución continua en Azerbaiyán, país que aún ostenta la presidencia de la COP29", declaró la organización. Amnistía Internacional enfatizó que las recientes detenciones de periodistas independientes, incluido el personal de Meydan TV, forman parte de una ofensiva más amplia que comenzó hace un año y que busca silenciar las voces críticas e independientes. La organización defensora de la libertad de prensa Reporteros Sin Fronteras (RSF) también condenó las detenciones del personal de Meydan TV. En un mensaje publicado en la cuenta de RSF en la plataforma X, declaró: «Reporteros Sin Fronteras condena estas nuevas detenciones y exige la liberación inmediata de ellos y de otros 13 periodistas retenidos en condiciones vergonzosas por cargos falsos».El Comité para la Protección de los Periodistas (CPJ), con sede en Nueva York, también denunció los arrestos del personal de Meydan TV: "Las autoridades azerbaiyanas deben liberar de inmediato a Natig Javadli, Khayala Aghayeva, Aytaj Tapdig, Aynur Elgunesh, Aysel Umudova y Ramin Deko, junto con más de una docena de otros periodistas destacados detenidos por cargos similares en los últimos meses, y poner fin a este ataque sin precedentes contra la prensa independiente", enfatizó el CPJ.La organización internacional de derechos de los medios de comunicación, Artículo 19, también condenó las detenciones: «Apenas unas semanas después de la cumbre climática en Bakú, al menos siete periodistas, la mayoría de ellos de Meydan TV, fueron detenidos. Estas represiones son un duro recordatorio de que Azerbaiyán no tolera la crítica ni la disidencia. Debemos seguir resistiendo la presión sobre la libertad de prensa», publicó la organización en su cuenta X (anteriormente Twitter).
La organización de derechos humanos Freedom Now también se unió a los llamados para poner fin a la presión sobre la prensa independiente en Azerbaiyán: "Azerbaiyán continúa persiguiendo severamente a los periodistas independientes. El último acto de represión es la detención de cinco periodistas de Meydan TV por motivos claramente políticos. Exigimos su liberación inmediata y el fin de esta persecución", declaró la organización en su cuenta X.Women Press Freedom (WPF) en su declaración apoyó a Meydan TV y a todos los periodistas en Azerbaiyán que siguen arriesgando su seguridad para informar la verdad: "Silenciar a la prensa es un ataque a la democracia", afirmó la declaración de WPF.El embajador del Reino Unido en Azerbaiyán, Fergus Auld, también criticó duramente los arrestos: “La detención de los periodistas de Meydan TV al final de la conferencia climática COP29 es una bofetada a los gobiernos democráticos”, escribió en su cuenta oficial X. 

### Respuesta del Departamento de Estado de EE. UU.
El 11 de diciembre de 2024, el secretario de Estado de Estados Unidos, Antony Blinken, emitió una declaración especial sobre la detención de activistas y periodistas en Azerbaiyán e instó a las autoridades del país a su liberación. Bakú acusó a Blinken de parcialidad y rechazó las acusaciones de supresión de las libertades civiles. En su declaración titulada "Escalada de la represión contra la sociedad civil y los medios de comunicación en Azerbaiyán", Blinken mencionó específicamente a Rufat Safarov, Sevinj Vagifgizi, Azer Gasimli, Farid Mehralizade, Bakhtiyar Hajiyev, al personal de Meydan TV recientemente detenido y a muchos otros arrestados por su labor en defensa de los derechos humanos.  Estados Unidos instó al gobierno azerbaiyano a su liberación inmediata, declaró Blinken. "Estados Unidos está profundamente preocupado no solo por estas detenciones, sino también por la creciente represión de la sociedad civil y los medios de comunicación en Azerbaiyán", enfatizó el comunicado del Departamento de Estado de Estados Unidos . El Ministerio de Asuntos Exteriores de Azerbaiyán respondió negativamente a la declaración de Blinken, acusando al Departamento de Estado de Estados Unidos de interferir en los asuntos internos del país. Según el ministerio, dicha injerencia ha continuado durante los últimos cuatro años, lo que ha supuesto una pérdida para las relaciones entre Azerbaiyán y Estados Unidos. 